# King of the Roaring '20s: The Story of Arnold Rothstein
King of the Roaring '20s: The Story of Arnold Rothstein es una película policial, dramática y biográfica estadounidense de 1961 dirigida por Joseph M. Newman, producida por Samuel Bischoff y protagonizada por David Janssen, Dianne Foster, Diana Dors y Jack Carson. La película trata sobre el gángster de la era de la prohibición Arnold Rothstein, que se convierte en una figura importante en el inframundo criminal. También es conocido por el título alternativo The Big Bankroll. Se basó en un libro de Leo Katcher.

## Argumento
Arnold Rothstein se gana la reputación de ser un jugador experto en la ciudad de Nueva York de la década de 1920. Impresiona tanto al jefe de la mafia, Big Tim O'Brien, que le dan un trabajo en sus empresas ilegales.
Rothstein tiene un amigo de toda la vida, Johnny Burke, y tiene un enemigo mortal, Phil Butler, un policía corrupto. Llega a ser rico y conocido en los círculos del juego, a menudo usando tácticas despiadadas, como engañar al socio comercial Jim Kelly para que sacrifique su mitad del acuerdo.
Aunque dispone de poco tiempo para una vida personal, Rothstein se casa impulsivamente con Carolyn Green, una atractiva actriz. Dedica poco esfuerzo a su matrimonio, siendo su principal obsesión conseguir algún día ganar una mano de póquer con una escalera real.
A medida que su imperio crece, también crece su arrogancia. Rothstein finalmente vende a su único amigo, lo que resulta en que matones maten a tiros a Burke. Él y el abogado Tom Fowler conspiran para asegurarse de que Butler sea expuesto y condenado por sus actividades criminales. Pero en el preciso momento en que se le reparte una escalera real, los asociados de Butler matan a Rothstein.

## Reparto
- David Janssen - Arnold Rothstein.
- Dianne Foster - Carolyn Green Rothstein.
- Diana Dors - Madge (basada en Peggy Hopkins Joyce).
- Jack Carson - Timothy W. "Big Tim" O'Brien (basado en "Big Tim" Sullivan).
- Dan O'Herlihy - Detective Phil Butler (basado en Charles Becker).
- Mickey Shaughnessy - Jim Kelly.
- Keenan Wynn - Tom Fowler (basado en Bill Fallon).
- William Demarest - Henry Hecht.
- Regis Toomey - Bill Baird (basado en Herbert Bayard Swope).
- Robert Ellenstein - Lenny.
- Tim Rooney - Johnny Burke cuando era niño.
- Joseph Schildkraut - Abraham Rothstein.
- Mickey Rooney - Johnny Burke.

## Producción
La película se basó en un libro de no ficción de 1959, The Big Bankroll, que The New York Times lo llamó un «relato galopante».
El libro fue un éxito de ventas y varias empresas se interesaron por los derechos cinematográficos. En octubre de 1959, los derechos cinematográficos fueron comprados por Allied Artists, que había disfrutado de un gran éxito comercial con Al Capone (1959) y estaba interesado en hacer más películas de gánsteres. El precio de compra se describió como «de seis cifras como porcentaje del bruto».
A David Diamond se le asignó la producción y quería que Dean Martin fuera el protagonista. Según los informes, Gene Kelly expresó interés en protagonizar y dirigir.
Allied Artists estaba llevando a cabo su programa cinematográfico más ambicioso en cinco años, anunciando que se realizarían 15 películas en 6 meses. Varios de ellos tenían un tema de gánsteres, incluidos The Big Bankroll y The George Raft Story.
Los productores Sam Bischoff y David Diamond habían hecho anteriormente The Phenix City Story.
Los productores no pudieron obtener autorización de las personas de la vida real representadas en la película, aparte de la esposa de Rothstein, Carolyn. Entonces, las únicas personas que usan sus nombres reales son Arnold Rothstein, su esposa y su padre. Personas como Tim Sullivan pasaron a llamarse Tim O'Brien. «Para esta generación no hay diferencia entre Sullivan y O'Brien; es una precaución honesta», dijo Diamond.
El papel principal fue para David Janssen, quien recientemente había hecho Hell to Eternity y Dondi para Allied. Diana Dors se había mudado recientemente a Hollywood. El hijo de Mickey Rooney, Tim, interpretó al personaje representado por su padre cuando era niño.